# 제2차 워싱턴 회담
제2차 워싱턴 회담(영어: Second Washington Conference, 1942년 6월 19일~25일)은 급하게 소집되었고, 당시에는 공식적인 회담이라기보다는 군사 참모 회담으로 간주되었기 때문에 암호명이 없었다. 영국 대표단은 영국 총리 윈스턴 처칠이 이끌었으며 미국 대표단은 미국 대통령 프랭클린 D. 루스벨트가 이끌었다.
회담이 시작되기 직전인 6월 19일과 20일, 루스벨트는 자신의 고향인 하이드파크 (뉴욕주)에서 처칠과 준비 회담을 가졌다.
하이드파크 회담에 대해 루스벨트는 다음과 같이 말했다. "처칠은 허드슨 강에 묶여 있는 지난 전쟁의 모든 배들을 보고는 대단한 상상력을 발휘하며 '세상에, 우리가 저 배들과 다른 쓸모없는 배들을 가져다가 상륙을 보호하기 위해 해안에 침몰시킬 수 있겠군'이라고 말했다. 나는 그것을 좋게 생각했고, 우리는 오후 내내 그것에 대해 이야기했다. 군과 해군 당국은 깜짝 놀랐다. 하지만 위니(처칠의 애칭)가 옳았다. 그 처칠이란 사람은 정말 대단한 사람이야, 만약 그를 따라갈 수 있다면 말이지." 이렇게 멀베리 항구의 아이디어가 시작되었다.
회담에서는 서방 연합국이 소련을 어떻게 가장 잘 도울 수 있는지를 논의했다. 미국은 프랑스에 제2전선을 열기를 열망했지만, 영국은 아직 실현 가능한 선택이 아니라고 생각했고 처칠은 추축국의 "부드러운 하복부"인 이탈리아 공격으로 이어질 지중해 전역에서 공동 작전을 개발할 것을 제안했다. 비시 프랑스의 북아프리카 식민지 침공(2차 횃불 작전) 준비를 시작하기로 합의했다. 루스벨트가 이 전략을 용이하게 하기 위해 취한 첫 구체적인 조치 중 하나는 6월 25일 드와이트 D. 아이젠하워 장군을 유럽 작전 전역 미군 총사령관으로 임명한 것이었다.
루스벨트와 처칠은 또한 태평양 전쟁 위원회 위원들, 페타르 2세 유고슬라비아 국왕과 그의 외무장관, 그리고 소련 및 중국 대표들과 전략적 문제에 대해 논의했다.

## 같이 보기
- 워싱턴 회담
- 연합국 제2차 세계 대전 회담 목록